# Missé
Missé település Franciaországban, Deux-Sèvres megyében. Lakosainak száma 820 fő (2018. január 1.). Missé Thouars, Luzay, Saint-Jean-de-Thouars, Saint-Léger-de-Montbrun, Taizé-Maulais és Rigné községekkel határos.

## Népesség
A település népességének változása:
| Lakosok száma | 841  | 832  | 849  | 821  | 820  |
|               | 2013 | 2015 | 2016 | 2017 | 2018 |